# Colin Larkin (escritor)
Colin Larkin (Dagenham, 15 de diciembre de 1949) es un escritor y empresario británico, reconocido por ser el fundador y editor de la Encyclopedia of Popular Music, una de las enciclopedias especializadas en música de mayor tradición a nivel internacional. Larkin escribió además el libro All Time Top 1000 Albums y sirvió como editor en otras publicaciones como Guinness Who's Who Of Jazz, Guinness Who's Who Of Blues y Virgin Encyclopedia Of Heavy Rock. La enciclopedia, fundada en 1989, cuenta hasta la fecha con una gran cantidad de ediciones y obras derivadas.